# 살사 (음악)
살사(Salsa)는 쿠바의 리듬에 로큰롤, 솔, 재즈 따위를 혼합한 활기에 넘치는 라틴 음악, 또는 그 춤을 말한다.

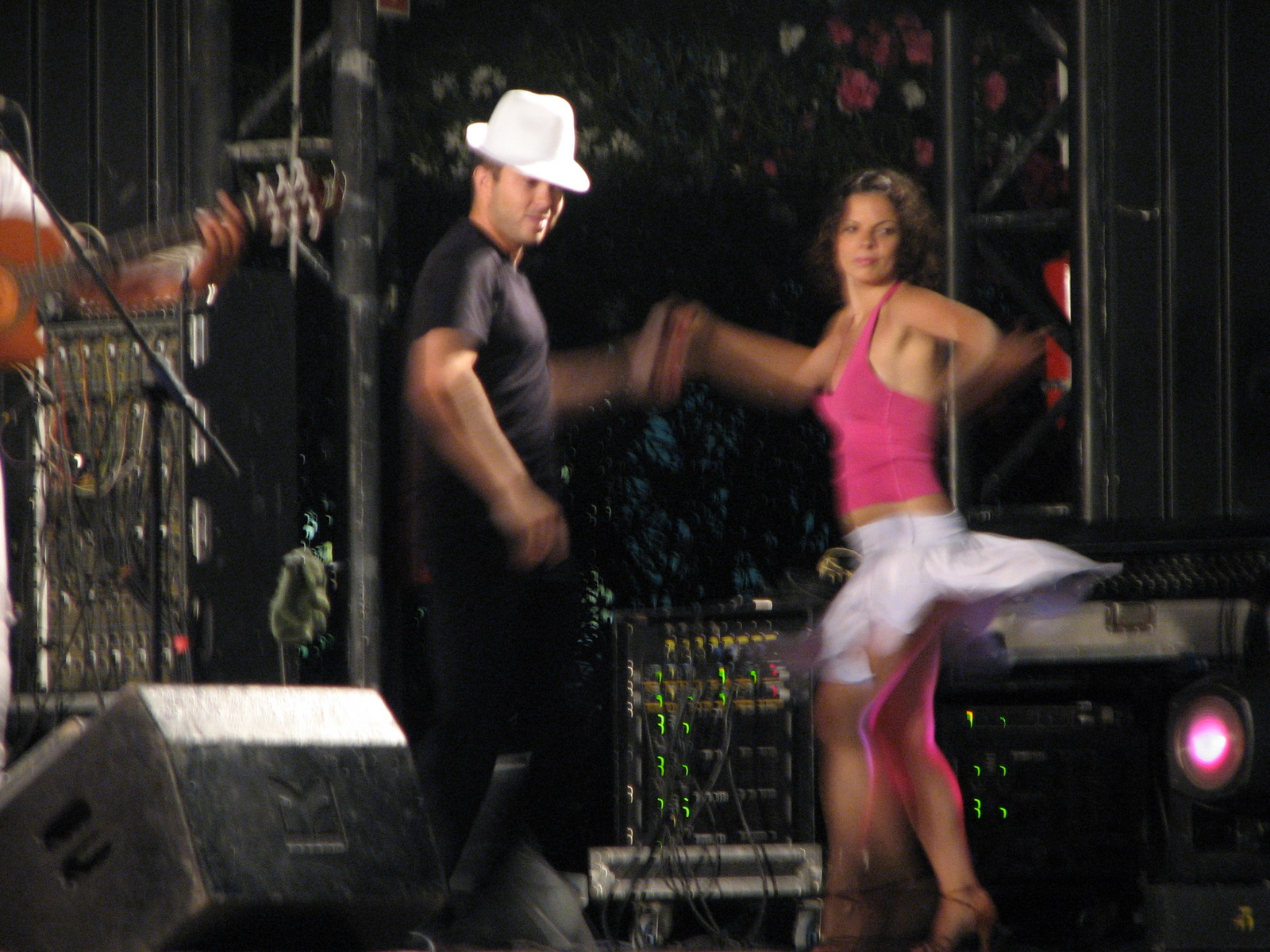
살사 (음악)

## 같이 보기
- 살사 (춤)
- 미국의 음악